# Dead in the Water (téléfilm)
Dead in the Water est un téléfilm américain réalisé par Bill Condon, diffusé en 1991.

## Synopsis
Un homme se marie avec une femme riche et puis il l'a trahi pour sa secrétaire.

## Fiche technique
- Titre : Dead in the Water
- Réalisateur : Bill Condon
- Scénario : Eleanor Gaver, Robert Seidenberg, Walter Klenhard d'après le roman de Harry Whittington Web of Murder
- Musique : Philip Giffin
- Producteurs : Michael Scott, Dan Wigutow
- Sociétés de production : Kevin Bright Productions, MCA Television Entertainment
- Durée : 90 minutes
- Genre : Comédie, drame, policier
- Date de diffusion :
  -  États-Unis 4 décembre 1991
  -  Japon 27 novembre 1992

## Distribution
- Bryan Brown (VF : Philippe Ogouz) : Charlie Deegan
- Teri Hatcher (VF : Isabelle Ganz) : Laura Stewart
- Anne De Salvo : Olivia Deegan
- Veronica Cartwright : Victoria Haines
- Seymour Cassel : lieutenant Frank Vaness
- Pruitt Taylor Vince : Lou Rescetti
- Anna Levine : Edie Meyers
- Ron Karabatsos : Mike Welch
- Daniel Reichert : Jack Homelin